# Saint-Philbert-sur-Risle

Saint-Philbert-sur-Risle este o comună în departamentul Eure, Franța. În 1 ianuarie 2022 avea o populație de 824 de locuitori.